# Medo Pucić
Medo Pucić, på italienska Orsato Pozza, född 12 mars 1821 i Dubrovnik, död 30 mars 1882 i samma stad, var en kroatisk poet och politiker. 
Pucić härstammade från en gammal grevlig ätt från Republiken Dubrovnik (Ragusanska republiken). Han gav 1844 ut en antologi med äldre ragusansk lyrik och 1852 sonettsamlingen Talijanke. Han författade de lyriska hjältedikterna Karagjurgjevka (serbernas politiska befrielsekamp) och Cvijeta (Ragusanska republikens fall). Dessutom gav han 1858 ut Spomenike srpske 1395-1423, Zakone ostrova Mljeta (ön Meledas lagar) och den vittra kalendern "Dubrovnik". På italienska skrev han Studi sugli Slavi och översatte till italienska Königinhofhandskriften samt utdrag ur Adam Mickiewicz och Ivan Gundulić, till slaviska Platons "Symposion". Hans dikter gavs ut 1879. Franjo Marković publicerade en studie över Pucić i "Rad jugoslavenske akademije".